# Kyphophora avicenniae
Kyphophora avicenniae är en svampart som beskrevs av B. Sutton 1991. Kyphophora avicenniae ingår i släktet Kyphophora, divisionen sporsäcksvampar och riket svampar.   Inga underarter finns listade i Catalogue of Life.